# Lassi Parkkinen
Lauri Rikhard "Lassi" Parkkinen, född 8 maj 1917 i Varkaus, död 3 oktober 1994 i Esbo, var en finländsk skridskoåkare.
Parkkinen blev olympisk silvermedaljör på 10 000 meter vid vinterspelen 1948 i Sankt Moritz.